# 黑紋底鱂
黑紋底鱂，為輻鰭魚綱鯉齒目鯉齒亞目底鱂科的其中一種，為溫帶魚類，分布於北美洲伊利湖、密西根湖、密西西比河至墨西哥灣淡水流域，體長可達8公分，棲息在溪流、湖泊底中層水域，生活習性不明，可做為觀賞魚。

## 擴展閱讀
維基物種上的相關：黑紋底鱂